# Батовский, Станислав Качор
Станислав Качор Батовский (пол. Stanisław Kaczor Batowski); 1866, Львов — 1946, там же) — польский художник-баталист.

## Биография

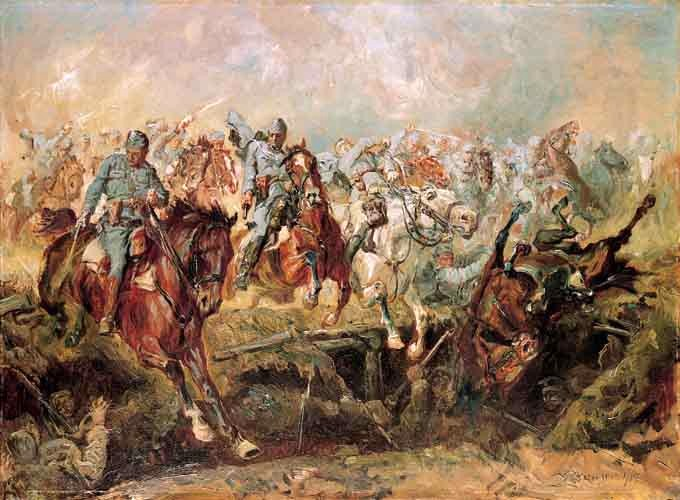
Атака под Ракитным (1915)

В 1883—1885 годах обучался в Школе изящных искусств в Кракове, в классе Владислава Лужкевича и Флориана Цинка.
Затем с 1887 по 1889 годы продолжал учёбу по рисунку и живописи в Мюнхене у Александра фон Лизен-Майера. Позже стажировался в Париже и Риме, осуществил поездки в Испанию, Марокко и Крым. Побывал в Соединенных Штатах. Затем вернулся в родной город, который больше не покидал до конца жизни.
В 1903—1914 годах Батовский руководил собственной школой живописи — Свободной академией искусств во Львове. Был в числе основателем львовской ассоциации молодых художников «Młoda Sztuka» («Молодое искусство»).
Батовский специализировался в батально-исторической живописи, писал пейзажи, портреты и картины религиозного жанра. Пробовал себя в графике, оформлял акции львовских промышленных предприятий, в частности, компании «Merkury» во Львове (1921).
Будучи поклонником творчества Яна Матейко и Генрика Сенкевича, создал серию иллюстраций к «Трилогии» Г. Сенкевича («Огнём и мечом», «Потоп», «Пан Володыёвский»).
Занимался также настенной росписью. Создал витражи «Оборона Львова Святым Яном из Дукли» для Латинского кафедрального собора во Львове.
Похоронен на Лычаковском кладбище Львова.

### Избранные картины
- 1898 — Вид Львова
- 1910 — Грюнвальдская битва
- 1912 — Атака гусар под Веной
- 1915 — Атака под Ракитным
- 1916 — Казацкая конница на улицах Львова
- 1929 — Атака польских гусар под Хотином (площадь полотна 24 м²)
- 1940 — Смерть Пулавского под Саванной
- Польские Фермопилы
- Оборона Львова Святым Яном из Дукли
- Портрет молодого гуцула

## Семья
- Сын — Генрик Батовский (поль.), историк и славист, профессор Ягеллонского университета

## Адрес во Львове
В вилле художника на нынешней улице Ивана Франко, 110, где он прожил долгие годы, в 1987 году открылось Консульское Агентство ПНР во Львове, которое в 1993 году стало Генеральным консульством Республики Польша во Львове. С 2012 года в бывшей вилле Батовского находится визовый отдел консульства Республики Польша.